# Corregimiento de Imperial
La provincia de Imperial, o corregimiento de Imperial, era una división territorial del Imperio español dentro de la Capitanía General de Chile. 
Fue creada debido a la fundación de la Ciudad de La Imperial (1551). Estaba a cargo de un corregidor, quién presidía el Cabildo de la ciudad. Con el Desastre de Curalaba, esta ciudad es abandonada en 1600, dándose fin al corregimiento.